# Crépeau (canton)
Pour les articles homonymes, voir Crépeau.
Le canton Crépeau est un canton canadien du Québec situé dans la région administrative de Nord-du-Québec, et créé le 6 août 1966 par proclamation publiée dans la Gazette officielle du Québec puis officialisé en 1968. Le canton est inhabité.

## Toponymie
Le canton est nommé d'après Armand-Charles Crépeau (1884-1959) qui fit carrière à Sherbrooke. Il fut échevin de Sherbrooke de 1922 à 1924 et député conservateur de Sherbrooke à l'Assemblée législative, de 1924 à 1931.

## Géographie
Le canton se trouve à 50° 14′ 00″ N, 75° 38′ 00″ O. Le canton se trouve à 60 km au nord-ouest de Chapais, à la latitude du lac Mistassini. De nombreux plans d'eau s'y trouvent, notamment le lac Omo présent sur le parcours de la rivière du même nom, affluent de la rivière Maicasagi.